# Fantasy Sport
Als Fantasy Sport (auch: Rotisserie) wird eine Kategorie von meist online betriebenen Spielen bezeichnet, bei denen jeweils 8 bis 12 Teilnehmer eine „Liga“ bilden. Jedes Mitglied stellt zu Beginn ein virtuelles Team aus real existierenden Spielern einer Profiliga der jeweiligen Sportart zusammen. Im weiteren Verlauf erhalten die virtuellen Teams Punkte, die sich nach den Leistungen der realen Spieler im laufenden Spielbetrieb bemessen. Dabei wird im Vorhinein festgelegt, welche statistisch erfassbaren Spielerleistungen in die Wertung einfließen sollen (beispielsweise erzielte Tore, Punkte, Laufstrecken, Ballbesitz usw.) Ebenso wie im realen Sport kann vor jedem Spieltag aus dem vorhandenen Kader eine neue Mannschaftsaufstellung gebildet werden; ebenso kann die Zusammensetzung des Kaders im Laufe einer Spielzeit in gewissen Grenzen verändert werden (sog. „Transfers“). Sieger ist der Spieler, der am Ende die höchste Punktzahl erreicht. Das Spiel erstreckt sich entweder über eine ganze Spielzeit, über eine Woche oder einen einzelnen Spieltag (sog. Daily Leagues).
Fantasy Sport-Ligen waren ursprünglich Gruppen von Bekannten, bei denen ein „Ligaverwalter“ nach festgelegten Regeln manuell die Punkte ausrechnete und vergab. Ihren eigentlichen Aufschwung nahmen die Fantasy Sports aber erst mit der Verbreitung des Internets. Die weitaus meisten Fantasy Sports werden heute online gespielt. Kommerzielle Anbieter wie FanDuel und DraftKings stellen Online-Plattformen zur Spielteilnahme bereit. Die Spielteilnahme ist entweder kostenlos oder erfolgt gegen Geldeinsätze, aus denen Geldpreise für die Sieger ausgezahlt werden. Die Höhe der Einsätze kann dabei stark variieren.
Die am weitesten verbreitete Sportart im Fantasy Sport ist American Football als Fantasy Football; Fantasy Sport gibt es aber auch für zahlreiche andere Sportarten wie z. B. Fußball, Basketball, Baseball, Eishockey, Golf und Autorennen.
Der US-Branchenverband für Fantasy Sports, die Fantasy Sports & Gaming Association (FSGA) (bis 2019: Fantasy Sports Trade Association (FSTA)), nannte 2017 die Zahl von annähernd 59,3 Millionen Spielern allein in den USA und Kanada, die durchschnittlich 556 US-Dollar pro Jahr dafür ausgeben und einen jährlichen Gesamtumsatz der Industrie von 7,2 Milliarden Dollar generieren.

## Geschichte
Als hauptsächlicher Erfinder des Fantasy Sports gilt Wilfred Winkenbach, ein Geschäftsmann aus Oakland, Kalifornien. Er entwarf bereits in den 50er Jahren des 20. Jahrhunderts Regeln für Fantasy Golf, eine wegen des einfachen Kriteriums der Schlagzahl besonders leicht zu spielende Fantasy-Sportart. 1962 entwickelte Winkenbach, der damals Teilhaber des American-Football-Teams Oakland Raiders war, mit zwei befreundeten Sportjournalisten die ersten Regeln für Fantasy Football und sie bildeten mit Freunden 1963 die erste Liga. William Gamson, Soziologe an der Harvard University und später an der University of Michigan, bildete 1960 mit Kollegen eine Fantasy Baseball-Liga. In Michigan lernte David Okrent das Spiel kennen, der später als Sportjournalist in Manhattan arbeitete und dort 1980 mit Freunden und Kollegen die erste Fantasy Baseball-Liga gründete, die größere Bekanntheit erlangte, die Rotisserie League, benannt nach dem Restaurant La Rotisserie Française, in dem sich die Teilnehmer trafen. Davon leitet sich die alternative Bezeichnung Rotisserie oder Roto für Fantasy Sports ab. 1989 wurde die erste Zeitschrift für Fantasy Sports, das Fantasy Sport Magazine gegründet und die ersten Bücher und Computerprogramme zum Thema wurden veröffentlicht.
1995 lancierte das kanadische Unternehmen Molson Breweries im Rahmen einer Werbekampagne die erste Plattform, auf der Fantasy Eishockey online gespielt werden konnte. In den 1990er Jahren entstanden zahlreiche Webanbieter, die gegen Bezahlung statistische Informationen und Ergebnisberechnungen für Fantasy Sport-Spieler bereitstellten. Yahoo integrierte 1999 kostenloses Fantasy Baseball in sein Webangebot. Die schnell wachsende Verbreitung von Fantasy Sports führte dazu, dass große Sportverbände wie die NFL und kommerzielle Medienanbieter im Bereich des Sports wie CBS oder ESPN sie als Marketinginstrument und Mittel zur Zuschauerbindung entdeckten und förderten.